# Cécile DeWitt-Morette
Pour les articles homonymes, voir DeWitt.
Compléments
Épouse de Bryce DeWitt
Cécile DeWitt-Morette est une physicienne et mathématicienne française née le 21 décembre 1922 à Paris et morte le 8 mai 2017 à Austin à l'âge de 94 ans.
Ses travaux se situent à la frontière des mathématiques et de la physique, et portent notamment sur l'intégrale de chemin utilisée en physique quantique. Elle est connue pour avoir fondé l'École de physique des Houches, une école d'été qui offre des cours avancés de physique théorique, et dont plusieurs participants ont obtenu le prix Nobel de physique. Elle est titulaire de nombreuses décorations honorifiques.

## Biographie

### Enfance et formation
Cécile Andrée Paulette Morette est née le 21 décembre 1922 dans le VIe arrondissement de Paris, à l'intérieur même de l'École nationale supérieure des mines de Paris. Elle est la fille de Marie-Louise Claire Ravaudet et d'André Pierre Ernest Morette, un ingénieur -X-Mines, directeur général de la Société Métallurgique de Normandie,. Son père donnait des cours à l'École des Mines et son grand-père, secrétaire général de l'école, y vivait avec sa famille.  Après la mort de son père en 1931, sa mère se remarie (à Pornic) en 1932 avec Maurice Payen, qui l'a adoptée ainsi que ses deux sœurs. La nouvelle famille passe ses vacances à Pornic, en Loire-Atlantique, la mère ayant acheté la villa Stella Maris au lieu-dit Gourmalon.
Dans sa jeunesse, elle veut faire des études de médecine pour devenir une chirurgienne mais sa mère l'en dissuade,. Alors, elle se met à étudier la physique, les mathématiques et la chimie à l'université de Caen à partir de 1940, puis la physique à la faculté des sciences de Paris à partir de 1943,,. Le 6 juin 1944, alors qu'elle passe un examen à Paris, sa mère, sa grand-mère et une de ses sœurs sont tuées dans le bombardement de Caen pendant le débarquement de Normandie,.

### Carrière
En 1944, avant la fin de ses études, Cécile Morette commence à travailler comme physicienne théoricienne dans un laboratoire du Centre national de la recherche scientifique (CNRS) dirigé par les physiciens et prix Nobel de chimie, Irène Joliot-Curie et Frédéric Joliot. Elle assiste ce dernier dans la partie de la physique théorique : elle prépare des cours, lit et répond aux lettres des collègues physiciens... Mais ses connaissances en physique ne sont pas encore complètes et elle décide de partir pour terminer sa formation. Avec l'aide des Joliot et des autorités militaires, elle part en Angleterre puis en Irlande où elle travaille de 1946 à 1947 avec Walter Heitler à l'Institut d'études avancées de Dublin. En 1947, elle obtient son doctorat de l'université de Paris,,, pour sa thèse Sur la production des mésons dans les chocs entre nucléons.
En 1947, elle rejoint l'Institut de physique théorique de Copenhague fondé par Niels Bohr. En 1948, elle prend un poste à l'Institute for Advanced Study de Princeton aux États-Unis, sur invitation de son directeur Robert Oppenheimer. Elle y rencontre son mari, le physicien américain Bryce DeWitt, qu'elle épouse en 1951,,.
Courtisée par plusieurs universités françaises, Cécile DeWitt-Morette refuse les offres car sa vie se trouve désormais aux États-Unis. Mais elle veut participer à la reconstruction de la recherche et de l'éducation scientifique en France, dévastée par la guerre. En 1951, elle fonde l'École de physique des Houches en Haute-Savoie avec l'aide de subventions du ministère de l'Éducation nationale. Cette école d'été donne pendant huit semaines des cours avancés de physique théorique. Plusieurs des élèves et des professeurs sont des lauréats ou futurs lauréats du prix Nobel de physique. Cécile DeWitt-Morette est la directrice de l'école jusqu'en 1972,,,. En 1958, le tout nouveau Science Committee de l'Organisation du traité de l'Atlantique nord (OTAN) prend Les Houches comme modèle pour de nombreuses autres écoles d'été à travers le monde. De 1962 à 1966, elle est consultante à la Scientific Affairs Division de l'OTAN.
En septembre 1951, elle et son mari partent au Tata Institute of Fundamental Research à Bombay. Bryce DeWitt est malade la plupart du temps et les médecins leur conseillent de quitter le pays. En 1952, elle suit son mari, engagé au Laboratoire national de Lawrence Livermore, et trouve un poste de maître de conférences à l'université de Californie à Berkeley. Lorsqu'en 1956 son mari devient le directeur de l'Institute for Field Physics à l'université de Caroline du Nord à Chapel Hill, elle y obtient un poste de professeur invité. L'université ne veut pas la titulariser de peur d'être accusée de népotisme. De 1957 à 1966, elle y dirige l'Institute of Natural Science. En 1971, elle et son mari acceptent des positions à l'université du Texas à Austin. Elle devient enfin un professeur titulaire mais seulement à mi-temps et dans la faculté d'astronomie et non celle de physique, contrairement à son mari. Finalement, elle intègre la faculté de physique en 1983, et obtient un temps plein en 1987,,,.
En 1993, elle devient Jane and Roland Blumberg Centennial Professor in Physics, ainsi que professeur émérite de l'université du Texas à Austin. En 1996, elle intègre le conseil d'administration de l'Institut des hautes études scientifiques (IHÉS), fondé en 1958 par le mathématicien français Léon Motchane. En 1948, elle avait mis en rapport ce dernier avec le physicien américain Robert Oppenheimer qui l'avait aidé dans cette tâche.
Elle est membre de la Société américaine de physique et de la Société européenne de physique. Elle reçoit le Prix du rayonnement français en 1992 et le Marcel Grossmann Award en 2002. Elle est faite chevalier de l'ordre national du Mérite en 1981, et chevalier de l'ordre des Palmes académiques en 1991,. Elle est nommée chevalier de l'ordre national de la Légion d'honneur le 17 novembre 1999 et se voit promue officier le 13 juillet 2011.

### Vie privée
Elle se marie en 1951 avec le physicien américain Bryce DeWitt, avec qui elle a eu 4 filles. 
Elle décède le 8 mai 2017, à Austin.

## Travaux
Les travaux de Cécile DeWitt-Morette sont à la frontière entre les mathématiques et la physique.
Elle a notamment travaillé sur l'intégrale de chemin, créée par Richard Feynman dans les années 1940 et fortement utilisée pour définir les systèmes en physique quantique,,.
Avec ses étudiants, elle développe de nouveaux modèles théoriques pour expliquer les phénomènes de diffusion des ondes dans les gloires, les arcs-en-ciel, et autour des trous noirs.
En 1973, elle dirige avec son mari Bryce DeWitt une expédition scientifique en Mauritanie qui a pour but de tester la théorie de la relativité générale d'Albert Einstein durant une éclipse solaire. Ils prennent des photographies du ciel pendant l'éclipse et six mois plus tard pour pouvoir comparer la position des étoiles. Ils observent alors que le soleil a bien détourné les rayons lumineux à son voisinage.

## Ouvrages
Cécile DeWitt-Morette est l'auteur de plus d'une centaine de publications scientifiques et de plusieurs livres. Elle a notamment publié des notes sur les cours donnés chaque année à l'École de physique des Houches.
- L'énergie atomique  (préf. André George), Paris, J. de Gigord, coll. « Le savoir moderne » (no 3), 1946, 61 p. (BNF 32466267)
- Particules élémentaires, Paris, Hermann, coll. « Actualités scientifiques et industrielles » (no 1131), 1951, 175 p. (BNF 32466268)
- (en) Analysis, manifolds and physics  (avec Yvonne Choquet-Bruhat), Amsterdam, Elsevier, 1982-1989 (BNF 37324827), 2 volumes
- (en) Functional Integration, Action and Symmetries  (avec Pierre Cartier), Cambridge University Press, 2006, 456 p.
- (en) The Pursuit of Quantum Gravity : Memoirs of Bryce DeWitt from 1946 to 2004, Springer Science+Business Media, 2011, 151 p. (ISBN 978-3-642-14269-7)

## Distinctions
- Membre de la Société américaine de physique
- Membre de la Société européenne de physique
- Chevalier de l'ordre national du Mérite (1981)
- Chevalier de l'ordre des Palmes académiques (1991)
- Prix du rayonnement français (1992)
- Marcel Grossmann Award (2002)
- Officier de la Légion d'honneur(2011) (chevalier en 1999)

## Hommages
Le 1er décembre 2022, une plaque en son honneur est apposée sur la façade de l'École des mines de Paris et une cérémonie a lieu dans cet établissement et à l'Académie des sciences. Cette plaque porte l'inscription suivante "Cécile DeWitt-Morette 1922-2017. Physicienne, fondatrice de l'École de physique des Houches (Haute-Savoie) est née à l'École des mines de Paris le 21 décembre 1922".
A Pornic, où elle inhumée ainsi que son mari, l'amphithéâtre du Lycée porte son nom.
Par vote à l'unanimité le 28 mars 2024, le Conseil Municipal de Pornic a nommé une rue de la ville à son nom.